# Coelonia comoroana
Coelonia comoroana är en fjärilsart som beskrevs av Clark 1927. Coelonia comoroana ingår i släktet Coelonia och familjen svärmare. Inga underarter finns listade i Catalogue of Life.